# Oldenlandia santubongensis
Oldenlandia santubongensis là một loài thực vật có hoa trong họ Thiến thảo. Loài này được W.W.Sm. mô tả khoa học đầu tiên năm 1915.